# RADOSE 112
RADOSE 112 – ang. Radiation Dosimeter Experiment (eksperyment dozymetrii promieniowania) – amerykański satelita wywiadu elektronicznego serii Poppy. Zbudowany przez Naval Research Laboratory, NRL. Przenosił też eksperyment przeznaczony do badania dawek promieniowania. Wprowadzony na orbitę wraz z innymi satelitami. Z powodu awarii członu Agena D satelita wszedł na eliptyczną orbitę o krótkiej żywotności. Spłonął przy ponownym wejściu w atmosferę 30 lipca 1963. Odtajniony 12 września 2005.